# Andilly, Charente-Maritime
Andilly là một xã trong tỉnh Charente-Maritime tổng Marans trong vùng Nouvelle-Aquitaine, tây nam nước Pháp. Xã Andilly, Charente-Maritime nằm ở khu vực có độ cao trung bình 13 mét trên mực nước biển.
Thị trấn gồm các làng Andilly, Sérigny and Bel-Air. Các xã giáp ranh gồm Villedoux, Charron, Marans, Longèves và Saint-Ouen-d'Aunis.

## Dân số
| Năm  | Dân số | Mật độ |
| ---- | ------ | ------ |
| 1962 | 916    | -      |
| 1968 | 964    | -      |
| 1975 | 1,075  | -      |
| 1982 | 1,352  | -      |
| 1990 | 1,481  | -      |
| 1999 | 1,478  | 52/km² |